# Guadalupe Victoria, Terrenate
Guadalupe Victoria är en ort i Mexiko.   Den ligger i kommunen Terrenate och delstaten Tlaxcala, i den sydöstra delen av landet, 120 km öster om huvudstaden Mexico City. Guadalupe Victoria ligger 2 545 meter över havet och antalet invånare är 954.
Terrängen runt Guadalupe Victoria är platt åt sydväst, men åt nordost är den kuperad. Runt Guadalupe Victoria är det ganska tätbefolkat, med 248 invånare per kvadratkilometer. Närmaste större samhälle är Huamantla, 14,4 km söder om Guadalupe Victoria. Trakten runt Guadalupe Victoria består till största delen av jordbruksmark.